# Trix Haussmann-Högl
Trix  (eigentlich: Beatrix) Haussmann-Högl (* 6. November 1933 in Chur) ist eine Schweizer Architektin, Innenarchitektin und Designerin. Sie war bis zu seinem Tod 2021 mit Robert Haussmann verheiratet, zusammen wurden sie als Trix + Robert Haussmann bekannt.

## Leben
Trix Haussmann-Högl wurde in Chur als Tochter des an der ETH promovierten Naturwissenschafters und späteren Bündner Kantonschemikers Otto Högl und der Maria Magdalena geb. Brenner, Krankenpflegerin, (Tochter des Architekten Albert Brenner) geboren, wo sie auch aufwuchs. Sie schloss an der ETH Zürich bei Werner Max Moser und Jacques Schader das Architekturstudium ab und belegte am Eidgenössischen Institut für Orts-, Regional- und Landesplanung der ETH in Zürich ein Nachdiplomstudium. Sie machte ein Praktikum bei Rudolf Olgiati.
Nach ihrer Heirat 1967 mit dem Architekten Robert Haussmann gründeten sie zusammen ein eigenes Büro, das ab 1981 «Allgemeine Entwurfsanstalt» hiess. Sie beschäftigten sich mit Architektur, Innenarchitektur, Möbel und Produktgestaltung.
Robert und Trix Haussmann wurden 1982 Mitglieder des Bundes Schweizer Architekten BSA.
Sie hat drei Kinder, davon zwei aus erster Ehe.
Trix Haussmann war von 1997 bis 2002 Dozentin an der ETH Zürich.

## Werk
Ab 1967 arbeitete das Ehepaar unter dem gemeinsamen Namen Trix und Robert Haussmann und ab 1981 als Firma Die Allgemeine Entwurfsanstalt in Zürich. 2017 erschien das massgebliche Werkverzeichnis.
In den gemeinsamen Schaffensjahren entstanden Möbelentwürfe für verschiedene internationale Firmen und grössere Umbauten.
Für das mittelständische Unternehmen Röthlisberger Schreinerei AG in Gümligen entwickelten sie ab 1977, dem Gründungsjahr der Röthlisberger Kollektion, bis 2007 Möbel, die in Serie gefertigt werden können. Dazu gehörte ein Programm von Schrankmöbeln mit horizontal laufenden Rollladen, ausserdem u. a. das «Palettenregal»(1982), den «Säulenschrank» (1984), die Möbelserie «Manhattan» (1987), den Schrank «Sesam öffne dich» (1990), den Schrank «Torre» (1991), den Tisch «Trias» (1992) oder die Anrichte «Credenza» (2007).
Röthlisberger setzte ausserdem aus Trix und Robert Haussmanns experimenteller Beschäftigung mit den Manierismus, dem manierismo critico, folgende Lehrstücke von Trix und Robert Haussmann als Möbel um: 1979, Lehrstück I: Möbel als Architekturzitat: «Die Mauerkommode» und «Der Brückenschreibtisch»; 1982, Lehrstück II: Störung der Form durch die Funktion: die Kommode «Der Säulenstumpf». Die drei Lehrstücke bildeten die auf 15 Exemplare limitierte Objektkollektion. 1979 setzte Röthlisberger ausserdem angelehnt an Trix und Robert Haussmanns Lehrstück III: Störung der Form durch das Ornament drei Möbel mit Stirnholzintarsien um und angelehnt an Lehrstück IV produzierte Röthlisberger den Spiegelschrank «Seven Codes».
Ab den 1980er Jahren übernahmen Trix und Robert Haussmann grosse, mehrfach ausgezeichnete Projekte, so unter anderem 1978–1983 drei Geschäftshäuser mit Ladenpassage für die Firma Ruppert in Hamburg und 1987–1997 die Gesamtgestaltung und die unterirdische Erweiterung des Hauptbahnhofs Zürich.

## Auszeichnungen
- 2013: Grand Prix Design des Bundesamts für Kultur (mit Robert Haussmann)[8]
- Ehrenmitgliedschaft des Bunds deutscher Architekten[9]